# Geomechanika
Geomechanika je obor geologie a mechaniky či geofyziky. Je to věda o mechanickém chování, vlastnostech a procesech v litosférických deskách nebo a nitru planety Země či jiné planety, měsíce apod. Geomechanika tedy zkoumá obecně složité přírodní fyzikální/chemické vztahy uvnitř a na povrchu kosmických těles včetně Země a v některých případech i antropogenní vliv člověka na neživou přírodu, např. chování hornin při stavbě tunelů či zakládání staveb.

## Původ názvu a historie
Slovo geomechanika vzniklo původně ze dvou slov, kterými jsou řecké γεός (v české transkripci geós) = země a mechanika (původem z řeckého Mechané = stroj). Geomechanika také vznikla jako vědní odvětví počátkem 20. století.

## Členění geomechaniky
Hlavními disciplínami geomechaniky jsou:
- Mechanika zemin – Studuje chování zemin od malého měřítka až po měřítko sesuvů.

- Mechanika hornin – Studuje horniny a horninové masivy a jejich poruchy, pohyby či rozpojování při důlní činnosti atp.

- Mechanika litosférických desek a vnitřních částí Země nebo planet – Studuje zemětřesení, pohyby litosférických desek, sopečnou činnost a složité vztahy uvnitř Země a cizích planet atp.[6]

Mnohé aspekty geomechaniky se vzájemně překrývají a jsou propojeny s inženýrskou geologií, seismologií, vulkanologii, pedologií, glaciologií, hydrogeologií, geografiií, hornictvím, experimenty, výpočty pomocí numerických metod atp.
Další možnost členění je:
- Geomechanika Země
- Geomechanika planet

## Další informace
Předpoklady pro autorizovanou činnost v oboru geomechanika jsou dané vzděláním a legislativou.